# Nanao Ise
Nanao Ise (伊勢 七緒 Ise Nanao?) personaje de la serie manga y anime Bleach. Es la Co-Teniente de la 1.º división, bajo el mando del Capitán Shunsui Kyōraku y es además la vicepresidenta de la Asociación de Mujeres Shinigami.

## Apariencia y personalidad
Nanao Ise es una persona muy seria y pragmática, usa anteojos y siempre carga un libro en sus manos. Tiene un parecido con Lisa Yadomaru que está en desacuerdo con las payasadas tontas de Shunsui. A pesar de esto, ella es extremadamente respetuosa con su capitán y sigue sus instrucciones sin dudarlo. Su capitán Shunsui Kyōraku se la pasa durmiendo y bebiendo sake todo el día; por lo cual las labores de capitán recaen en Nanao.
Ella es el blanco constante de las bromas e insinuaciones de Shunsui, por ejemplo en el Episodio 97 Rangiku Matsumoto le entrega un bikini a Nanao luego de que el Capitán Kyōraku le pidiera a la misma Nanao que se comprara un conjunto sexy; como es de esperarse Nanao reacciona pegándole con su abanico lo cual parece ser una factor determinante en su relación con Shunsui.
Cuando está particularmente molesta, se quita las gafas. Aunque su rostro nunca se ha mostrado al hacerlo, este acto es aparentemente bastante aterrador ya que la mayoría de los personajes que lo ven se reducen a farfullar ruinas con solo presenciarlo.
La relación que tiene con su capitán es cómica, pero además representa una línea de relación que no se encuentra en Bleach por la cercanía profesional entre Capitán y Teniente; la única relación de equipo es la de Tōshirō Hitsugaya y Rangiku Matsumoto.

## Sinopsis
La primera aparición de Nanao es en el episodio en el cual Chad confronta a Kyōraku. Shunsui le pide a Nanao que arroje pétalos de flor al aire para que caigan frente a él. Al final Nanao se cansa de arrojar las flores y le tira la canasta con el resto de las flores en la cabeza.
Luego se le ve el día de la ejecución de Rukia Kuchiki en el Sensaikyoku, a donde, en último momento, llega su capitán junto con el capitán Ukitake los cuales destruyen el Sōkyoku. Ukitake trata de detener a Suì-Fēng para que no mate a Kiyone, pero en eso el comandante Yamamoto los detiene.
Nanao sigue a los capitanes que se habían alejado, pero son seguidos de cerca por Yamamoto. Cuando se disponen a luchar, Nanao advierte que aunque sean dos capitanes en su equipo no podrían derrotar al comandante, entonces se dispone a sacar algo de su ropa pero Yamamoto libera su reiatsu y con solo mirarle a los ojos a ella se le dificulta respirar y cuando está a punto de ser derrotada Shunsui interrumpe el reiatsu y se lleva a Nanao del lugar disculpándose con ella por haberla traído.
Cuando Shunsui se convierte en el nuevo comandante general, Nanao se convierte en su teniente en la Primera División junto a Genshirō Okikiba.

## Pasado
La familia de Nanao está compuesta principalmente por mujeres con un linaje del sacerdocio sintoísta y otra reputación en el hecho de que los hombres que se casan con miembros de la familia, como el hermano de Shunsui, finalmente mueren debido a una maldición familiar. Cuando era niña, vivía con parientes ancianos, después de que su madre fuera ejecutada por descartar a Shinken Hakkyōken a raíz de la muerte de su padre, Nanao se unió a los Trece Escuadrones de la Corte por su conocimiento en kidō. Durante sus primeros días como miembro del Escuadrón 8, disfrutaba de que la exteniente del Escuadrón 8 Lisa Yadōmaru le leyera, Nanao se dio cuenta de que el zanpakutō de su familia estaba con Shunsui.

## Zanpakuto
Shikai: Shinken Hakkyōken
La zanpakutō de Nanao es Shinken Hakkyōken (神 剣 八 鏡 剣, lit. "Espada Sagrada Espada de Ocho Espejos ) , una reliquia familiar utilizada en los ritos y rituales del clan Ise. A diferencia de otros Shinigamis, los miembros del clan Ise carecen de zanpakutō y solo la cabeza de familia puede heredar Shinken Hakkyōken. Nanao rara vez se ve con una espada durante la mayor parte de la historia, hasta la batalla de Shunsui con Lille Barro, su capitan selló la zanpakutō en Kyōkotsu para honrar el deseo de su cuñada de ocultar la maldición del clan de Nanao con la esperanza de que terminara con su generación. Pero como último recurso, como Shinken Hakkyōken puede dañar a los seres divinos, Shunsui le da la zanpakutō vendada a Nanao mientras acepta las consecuencias a pesar de ser escéptica al respecto, En su estado Shikai, Shinken Hakkyōken toma la forma de una ornamentada espada sin hoja de tamaño mediano con un extremo plano con la capacidad de tomar el poder de un dios en sí mismo y dispersarlo en las ocho direcciones. El arma apareció en el libro de arte "Todos los colores excepto el negro" en su forma básica sin envolver, apareciendo como un wakizashi o un tantō..
- Datos: Q2549244